# Klaus Hoi
Klaus Hoi (* 12. April 1942 in Liezen, Steiermark) ist ein österreichischer Bergsteiger.

## Biographie
Hoi besuchte die Höhere Lehranstalt für Land- und Forstwirtschaft in Raumberg, die er als Forstingenieur abschloss. Bis 1965 absolvierte er die Ausbildung zum staatlich geprüften Berg- und Skiführer und war von 1978 bis 1996 Ausbildungsleiter des Verbandes der Österreichischen Berg- und Skiführer. In dieser Funktion entwickelte er zusammen mit Bergsteigerkollegen neue Spaltenbergungs-, Rückzugs- und Sicherungsmethoden. Zudem war er Inhaber des von ihm gegründeten Bergsteigerzentrums Steiermark. 
Er wirkte bei der Erstellung von zahlreichen Fachbüchern für Wanderer und Bergsteiger mit, ebenso beteiligte er sich bei der Entwicklung von Kletterausrüstung. Er war dabei unter anderem Mitentwickler eines der ersten Sitzgurte mit Beinschlaufen und Bauchgurt. 1977 rettete er mit einer von ihm erfundenen Methode und 800 m Stahlseil zwei Kletterer aus der winterlichen Nordwand der Laliderer Spitze. Seine Seilpartnerschaft mit Hugo Stelzig ist eine der längsten der Welt. 2011 produzierte der TV-Sender ServusTV für die Dokureihe Urgewalten die Folge „Die längste Seilschaft der Welt - Klaus Hoi und Hugo Stelzig“.

## Bergsteigen
Seine erste Klettertour führte ihn im März 1958 über den Westgrat auf den Großen Buchstein. Im Mai 1959 lernte er den um zwei Jahre älteren Hugo Stelzig kennen, einen gelernten Elektriker aus Liezen. Zusammen machten sie rund 300 Erstbegehungen, die meisten davon im Gesäuse und am Dachstein. Sie unternahmen anspruchsvollste Felsfahrten unter anderem am Kalbling, der Rosskuppe, in der Dachl-Nordwand und im Kaisergebirge.
1962 gelang ihnen die 23. Durchsteigung der Eiger-Nordwand, Hoi war zu diesem Zeitpunkt erst 19 Jahre alt. Weitere bekannte Alpenwände folgten, darunter Grand Capucin-Ostwand, Triolet-Nordwand, Matterhorn-Nordwand, Cima Scotoni-Südwestwand, Große Zinne-Nordwand, Totenkirchl-Westpfeiler und Torstein-Südwand. 1971 unternahm er mit Robert Kittl, Hansjörg Farbmacher und Hans Mariacher die erste Alpenlängsüberschreitung auf Skiern. Die vier starteten am 21. März in Wien und erreichten am 29. April Nizza. Dabei legten sie rund 2000 km und etwa 85000 Höhenmeter im Aufstieg zurück.
Zu seinen bekanntesten Erstbegehungen gehören der Buhlweg (1963), der Berglandriss (1963) und die Nordwestwandführe (1971) am Dachl im Gesäuse. Mit seiner Route Komplizierte an der Dachl-Nordwestseite 1977, wurde der Schwierigkeitsgrad VII im Gesäuse etabliert. 1967 eröffnete er zusammen mit Peter Habeler den Bergführerriss an der Nordwestwand der Fleischbank. Weitere von ihm erstbegangene Routen sind die Superlux an der Südwestseite des Festkogels in den Ennstaler Alpen 1981, die Indirekte am Hohen Dachstein 1978 und die Magic Line an der Schneebergwand im Dachsteingebirge 1981.
Im Juli 1988 entdeckte er bei der Erstbegehung der Route Top Secret an der Südwand des Dachstein den „Voodoo-Canyon“, eine Höhle die bis 2013 eine vermessene Gesamtlänge von 3938 m und eine Tiefe von 723 m aufweist. 2011 machten Klaus Hoi, damals 69 Jahre alt, und Hugo Stelzig im Alter von 72 Jahren die Winter-Erstbegehung der Grimming-Nordwand in achteinhalb Stunden.